# تلسکوپ ساموئل اوشین

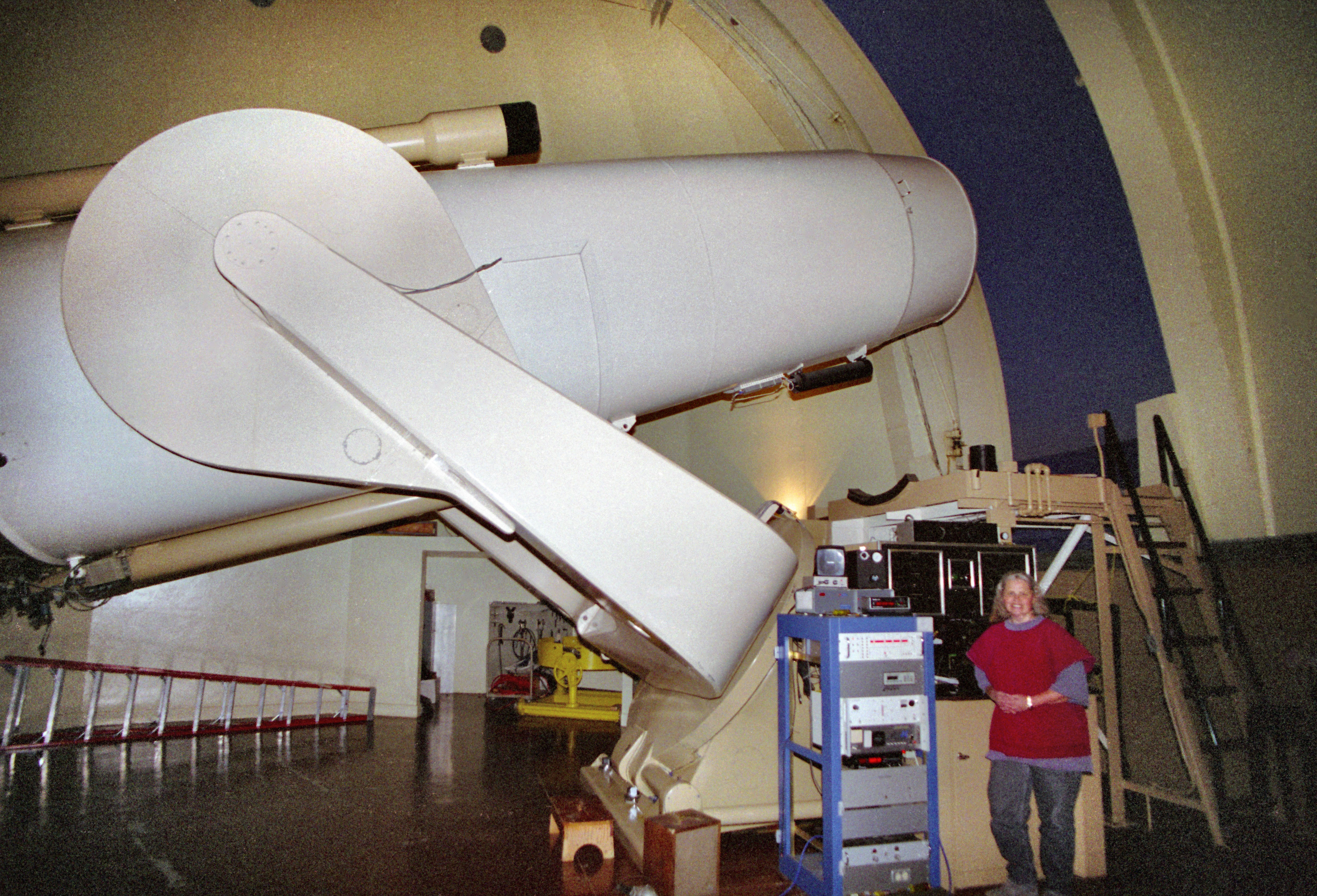
تلسکوپ ساموئل اوشین

تلسکوپ ساموئل اوشین (به انگلیسی: The Samuel Oschin telescope) که هم‌چنین ساموئل اشمیت (به انگلیسی: Oschin Schmidt) نامیده می‌شود، یک تلسکوپ ۱٫۲۲ متری (۴۸ اینچی) است در رصدخانهٔ پالومار در شهرستان سن دیه‌گو، کالیفرنیا است.